# MotoGP 15
MotoGP 15 è un videogioco sviluppato da Milestone, basato sul Motomondiale 2015 di MotoGP. La data di uscita per l'Europa è il 24 giugno 2015 per PlayStation 3, PlayStation 4, Xbox 360, Xbox One, Windows PC e Steam.
È il quinto capitolo della serie MotoGP di casa Milestone.
Pre-ordinando il gioco si ottengono gratuitamente le moto a 2 tempi che hanno fatto la storia della MotoGP e 18 eventi speciali, contenuto altrimenti acquistabile a parte come DLC a partire dal 24 giugno 2015.

## Sviluppo
- Il 25 marzo 2015 la Milestone annuncia lo sviluppo di MotoGP 15.
- Il 20 maggio 2015 conferma la modalità Real Events 2014.
- Il 10 giugno 2015 annuncia la nuova data di release per il 24 giugno, fissata inizialmente per il 19 giugno 2015.
- Il 1º luglio 2015 la Milestone pubblica la prima patch per Xbox One.
- Il 15 luglio 2015 viene annunciato che dal 19 luglio sarà disponibile la modalità "Official PlayStation® Italian League" in esclusiva per i giocatori di PS4, playstationitalianleague.com.
- Il 24 luglio 2015 viene pubblicato il Content Update 2 per Xbox One.
- Il 9 settembre 2015 vengono pubblicati altri due DLC contenenti 7 moto a dlc.

## Modalità di gioco

### Offline
- Gara Istantanea
- Gran Premio
- Campionato
- Time Attack
- MotoGP™ eventi 2 tempi
- Carriera
- Batti il tempo
- Eventi reali 2014

### Online
- Gran premio Online
- Campionato Online
- MotoGP™ Sprint Season
- Split Time